# José Fernández del Toro
José Fernández del Toro o José Fernández de Toro (Aguilar de la Frontera, Córdoba, 4 de abril de 1663-Roma, 11 de abril de 1733) fue sacerdote español y obispo de Oviedo.

## Biografía
Fue Colegial Mayor del Colegio de Cuenca en Salamanca e Inquisidor de Murcia. Y se le considera uno de los mejores predicadores españoles del siglo XVIII.
Fue nombrado obispo de Oviedo el 21 de marzo de 1707, tomando posesión el 2 de julio de 1707. 
En 1708 fue procesado por el Tribunal de la Inquisición acusado de profesar la herejía de Miguel de Molinos. Habiéndose incoado el proceso por el Inquisidor General de España, pidió el acusado ser conducido a Roma y, habiendo dado su consentimiento el Rey Felipe V de España, fue trasladado a dicha ciudad y recluido en el Castillo de Sant'Angelo. Mientras tanto, se nombró (desde 1715) como administrador apostólico de la Diócesis de Oviedo a Francisco José del Castillo, vicario de Madrid y obispo titular de Sebaste (Filipinas).
El 27 de julio de 1719, se leyó la sentencia del proceso en el Palacio de Monte-Cavallo, siendo condenado por hereje, «al profesar la herejía de Molinos no sólo teóricamente sino también condescendiendo con aquellas prácticas sensuales que tal escuela consideraba legítimas cuando se presentaban como natural redundancia del amor de Dios,  manifestado hacia el prójimo»; suspendiéndole a perpetuidad en sus funciones sacerdotales, y por lo tanto siendo depuesto en el Obispado de Oviedo y a permanecer en prisión hasta su muerte.
En el acto de la lectura de la sentencia, ante el Papa de la Iglesia católica Clemente XI y ante varios cardenales y prelados, abjuró de sus ideas del molinosismo.  Debido al arrepentimiento mostrado le fue concedida una pensión de cuatro mil ducados que se mantuvo hasta su muerte.
| Predecesor: Tomás Reluz | Obispo de Oviedo 1707–1719 | Sucesor: Antonio Maldonado Minoja |

- Datos: Q5939678